# Художній музей Тронгейма
Художній музей Тронгейма (норв. Trondheim kunstmuseum) —  музей, присвячений образотворчому мистецтву, розташований у місті Тронгейм (Норвегія). 

## Історія
Заснований у 1864 року як «Постійна галерея» (норв. «Det faste galleri»). У сучасному вигляді організований в 1997 р., розташований у основній будівлі (TKM Bispegata) та філіалі (TKM Gråmølna). Має третю за величиною публічну художню колекцію у Норвегії, спеціалізується на норвезькому мистецтві з середини XIX ст. та до сьогодення.

## Світлини

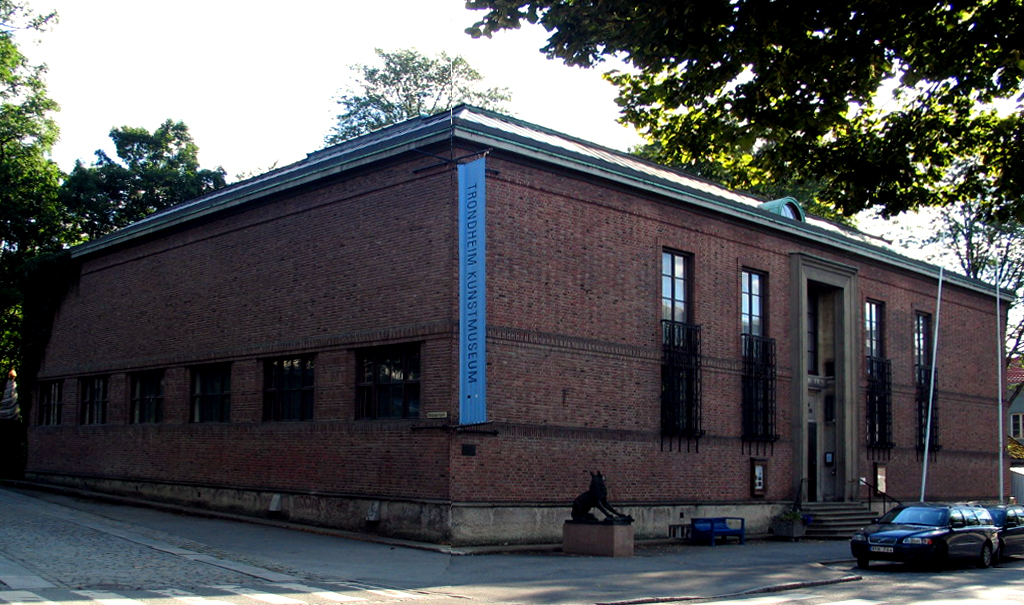
Вид на фасад основної будівлі музею (TKM Bispegata), 2007 р.
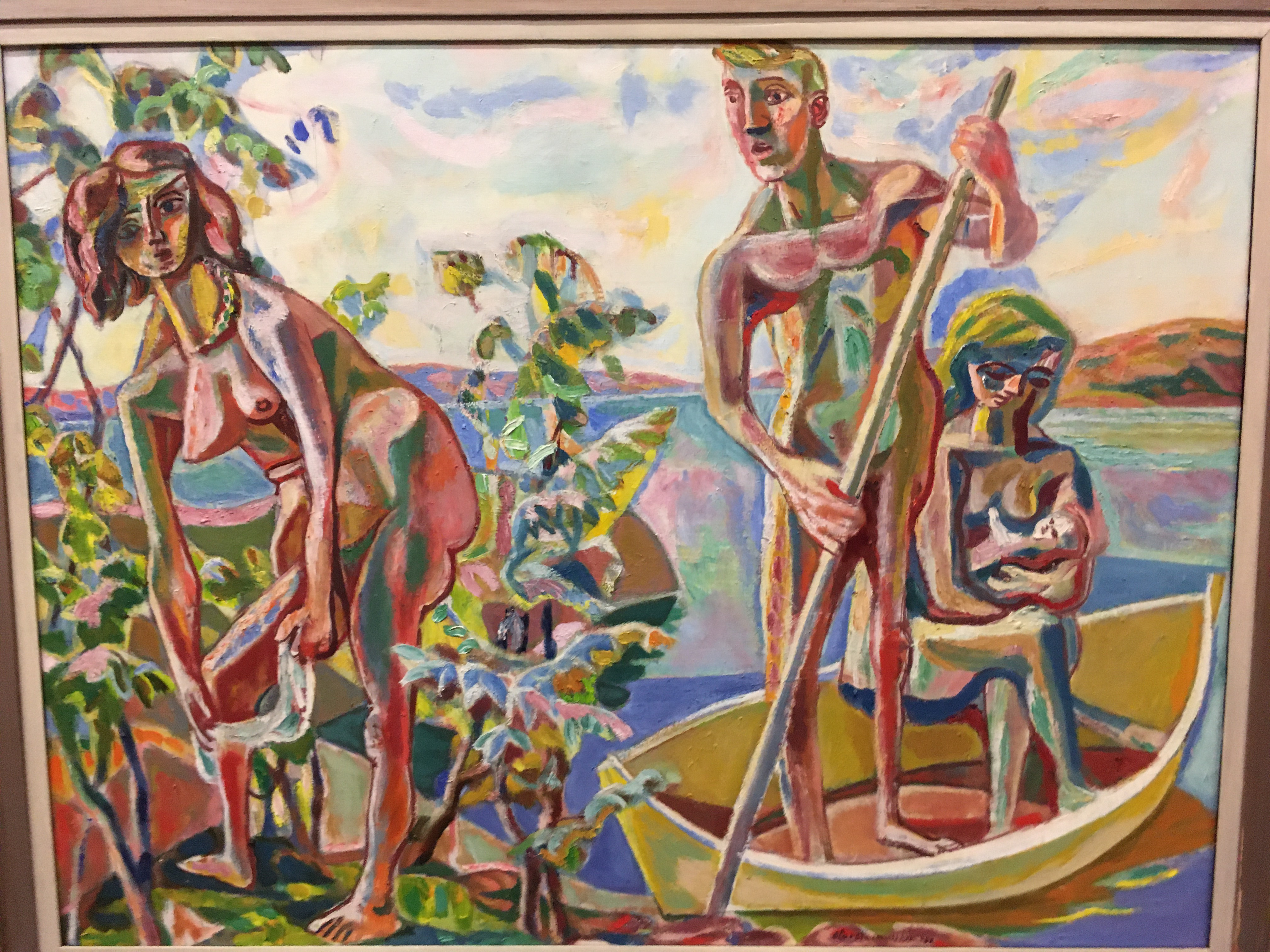
Одна з картин музею
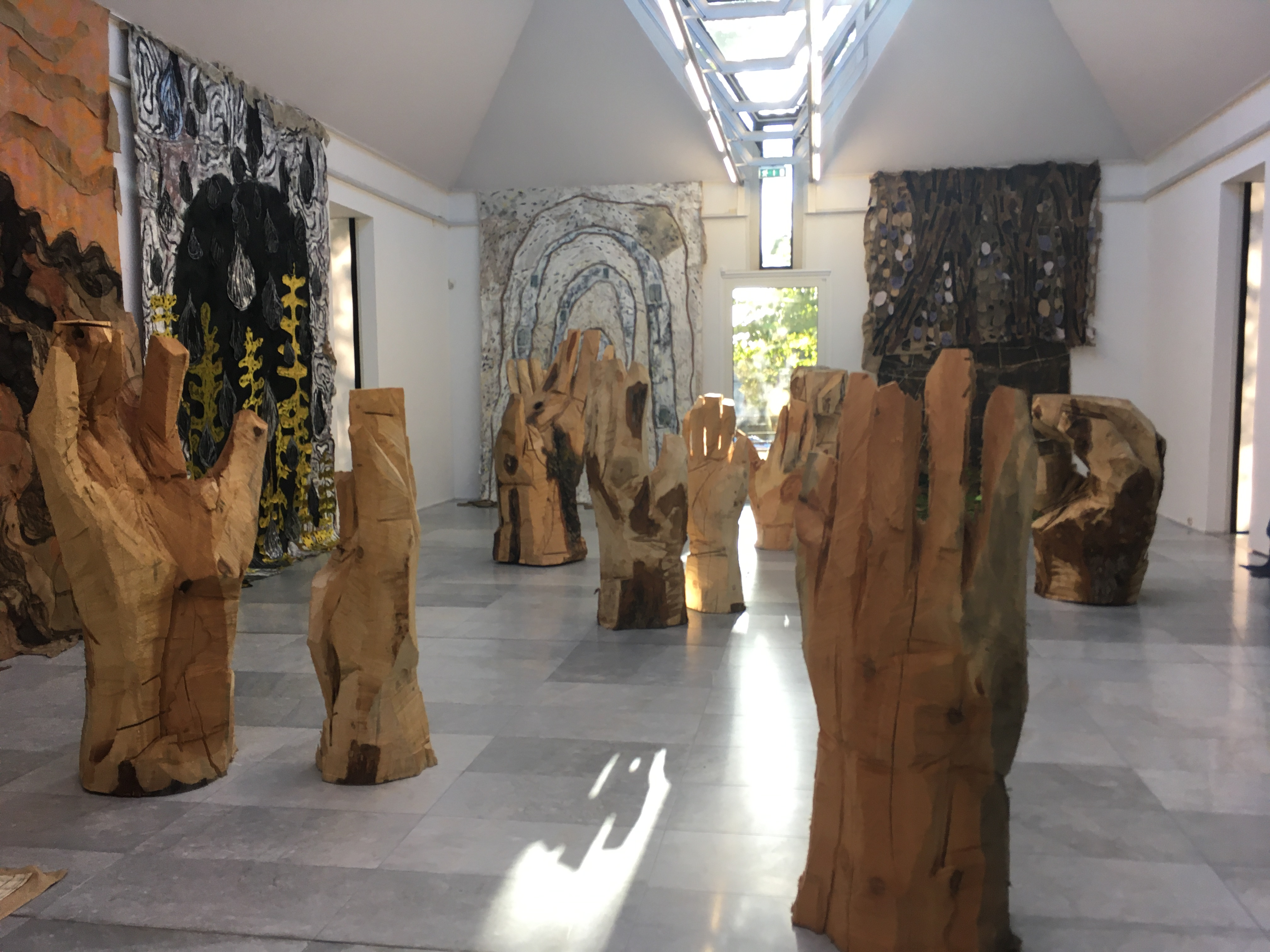
Одна з інсталяцій, номінованих на премію Lorck Schive Kunstpris 2019, автор Gunvor Nervold Antonsen, 10 жовтня 2019 р.
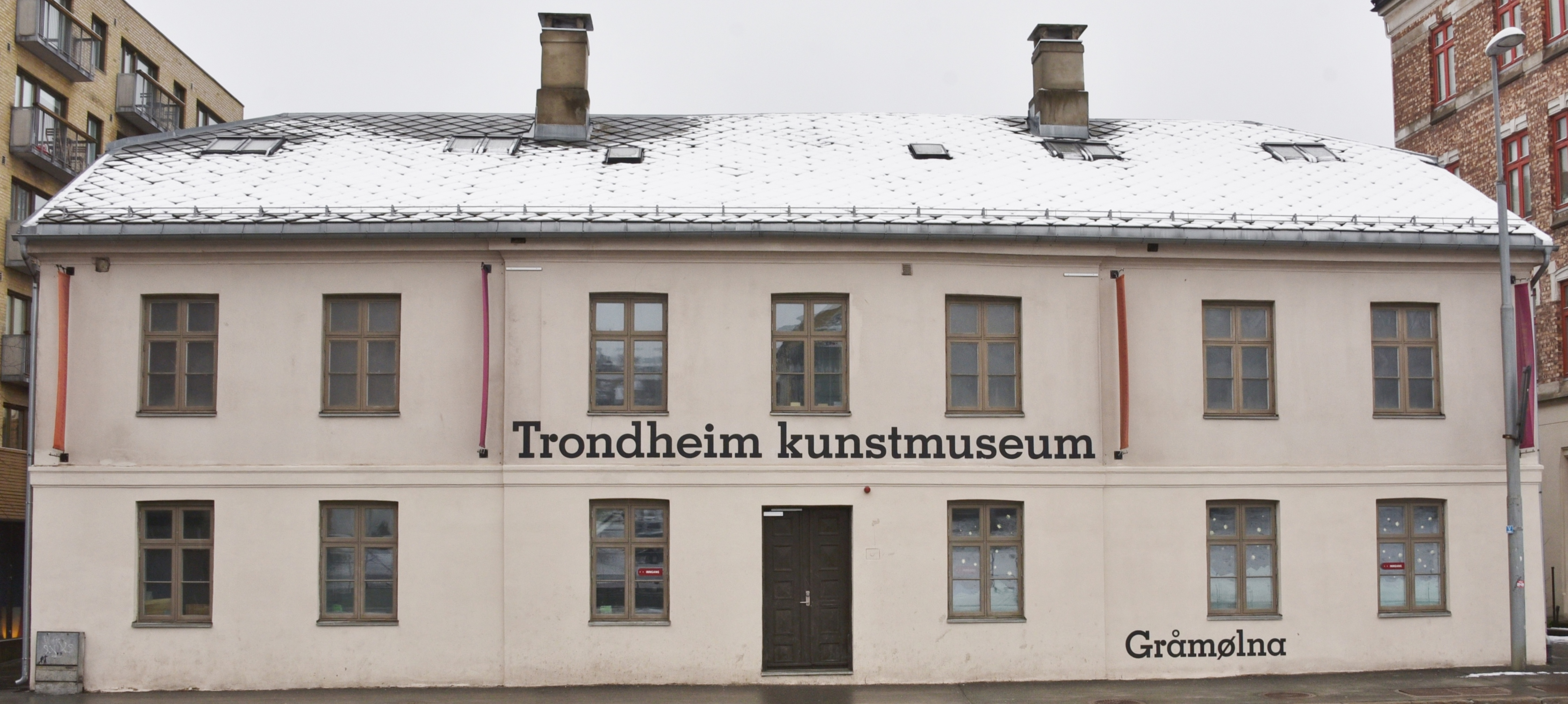
Gråmølna